# Năm mới
Năm mới hay Tân Niên (新年) là thời gian một năm lịch bắt đầu và phép đếm năm tăng thêm một đơn vị.
Các nền văn hóa khác nhau chào mừng sự kiện này theo nhiều phong tục riêng.
Năm mới của Lịch Gregorius, hệ thống lịch được sử dụng rộng rãi nhất hiện nay, năm mới được tổ chức vào ngày 1 tháng 1. Lịch La Mã (trễ nhất là khoảng sau năm 713 trước Công Nguyên) và kế tục là Lịch Julius cũng lấy ngày 1 tháng 1 là thời điểm Năm mới.
Vì lý do lịch sử, nhiều hệ thống lịch khác được sử dụng ở nhiều nơi khác nhau trên thế giới, một số thì dùng phép đếm số cho năm, số khác thì không.
Trình tự tháng là từ tháng 1 đến tháng 12 trong lịch La Mã dưới thời trị vì của Numa Pompilius vào khoảng năm 700 trước công nguyên theo Plutarch và Macrobius và được liên tục sử dụng từ thời điểm đó. Nhiều quốc gia như Cộng hòa Séc, Ý, Tây Ban Nha, Vương quốc Anh và Hoa Kỳ đánh dấu ngày 1 tháng 1 là một ngày lễ quốc gia.
Trong thời Trung Cổ ở Tây Âu, trong khi lịch Julius vẫn đang sử dụng, chính quyền nhiều nơi lại đổi ngày bắt đầu năm mới: ngày 1 tháng 3, ngày 25 tháng 3, ngày lễ Phục sinh, ngày 1 tháng 9 và ngày 25 tháng 12. Sự thay đổi từ 25 tháng 3, Lễ truyền tin, một trong bốn Ngày đầu quý - đến ngày 1 tháng 1 diễn ra tại Scotland năm 1600, trước khi James VI của Scotland lên ngôi vương nước Anh năm 1603 và trước khi thành lập Vương quốc Anh năm 1707. Tại Anh và xứ Wales (và trong tất cả các lãnh địa của Anh, bao gồm cả vùng thuộc địa châu Mỹ của Anh), năm 1751 bắt đầu vào ngày 25 tháng 3 và kéo dài 282 ngày, còn năm 1752 bắt đầu vào ngày 1 tháng 1. Kể từ năm 1582, sau sự kiện Chuẩn thuận lịch Gregorius, đổi Lịch cũ sang Lịch mới, sự kiện Năm mới lại được tổ chức cùng ngày 1 tháng 1.
Việc lịch Gregorius được chính thức sử dụng rộng rãi làm cho mốc Năm mới ngày 1 tháng 1 dương lịch hầu như mang giá trị toàn cầu. Nhiều vùng và địa phương trên thế giới sử dụng các hệ thống lịch khác với nhiều tập quán văn hóa và tín ngưỡng đặc trưng đi kèm. Ở Mỹ Latinh, nhiều nền văn hóa bản địa vẫn tiếp tục các nghi thức truyền thống dựa vào lịch riêng của họ. Israel, Trung Quốc, Ấn Độ và nhiều nước khác vẫn tiếp tục tổ tức mừng Năm mới của họ vào những ngày khác nhau.
Dưới đây là danh sách các sự kiện mừng năm mới phổ biến nhất ở thời hiện đại, được sắp xếp và nhóm lại bằng cách so sánh tương đối với lịch Gregorius.

## Theo tháng hoặc mùa

### Tháng 1
- Ngày đầu tiên trong năm thường trong lịch Lịch Gregorius được sử dụng như Tết dương lịch ở hầu hết các quốc gia.
  - Ở các nước theo Chính Thống giáo và Hồi giáo, năm mới thường của ngày 1 tháng 1 không phải là một ngày lễ Chính thống giáo Đông phương. Lịch phụng vụ Chính thống giáo không có quy định đối với lễ kỉ niệm Năm mới. Ngày 1 tháng 1 tự bản chất nó là một ngày lễ tôn giáo, bởi đây là ngày cắt bao quy đầu của Chúa (8 ngày sau khi ngài sinh ra) và một lễ kỉ niệm của các vị thánh. Trong khi lịch phụng vụ bắt đầu vào ngày 1 tháng 9, không có bất kì quy định tôn giáo đặc biệt nào gắn liền với sự khởi đầu của một chu kì mới. Các quốc gia theo Chính thống giáo Đông phương tuy vậy vẫn có thể tổ chức lễ theo kiểu dân sự để ăn mừng Năm mới. Các nước sử dụng lịch Julius sửa đổi (đồng nhất ngày tháng với lịch Gregorius) bao gồm Bulgaria, Cộng hòa Síp, Ai Cập, Hy Lạp, România, Syria và Thổ Nhĩ Kỳ vừa tổ chức ngày lễ tôn giáo, vừa tốt chức ăn mừng dân sự nhân ngày 1 tháng 1. Ở các nước và vùng khác, nơi nhà thờ Chính thống giáo vẫn còn sử dụng lịch Julius như Gruzia, Jerusalem, Nga, Cộng hòa Macedonia, Serbia, Montenegro và Ukraina, Năm mới được tổ chức vào ngày 1 tháng 1 của lịch dân sự, trong khi ngày lễ tôn giáo này lại tổ chức vào ngày 14 tháng 1 (tức là ngày 1 tháng 1 lịch Julius), theo như lịch phụng vụ.

### Năm mới Á Đông
- Tết Trung Quốc (Xuân tiết 春節 hoặc Nông lịch tân niên 農曆新年), được tổ chức vào những ngày đầu tiên của năm âm lịch, vài ngày sau bắt đầu tiết Lập xuân. So với lịch Gregorius, ngày này rơi vào khoảng từ 21 tháng 1 tới 21 tháng 2. Theo truyền thống, tên gọi của năm được ghép bởi 10 địa chi và 12 thiên can, tạo ra chu kỳ 60 năm gọi là Lục thập hoa giáp. Tết âm lịch là sự kiện quan trọng nhất trong năm của người Trung Hoa.

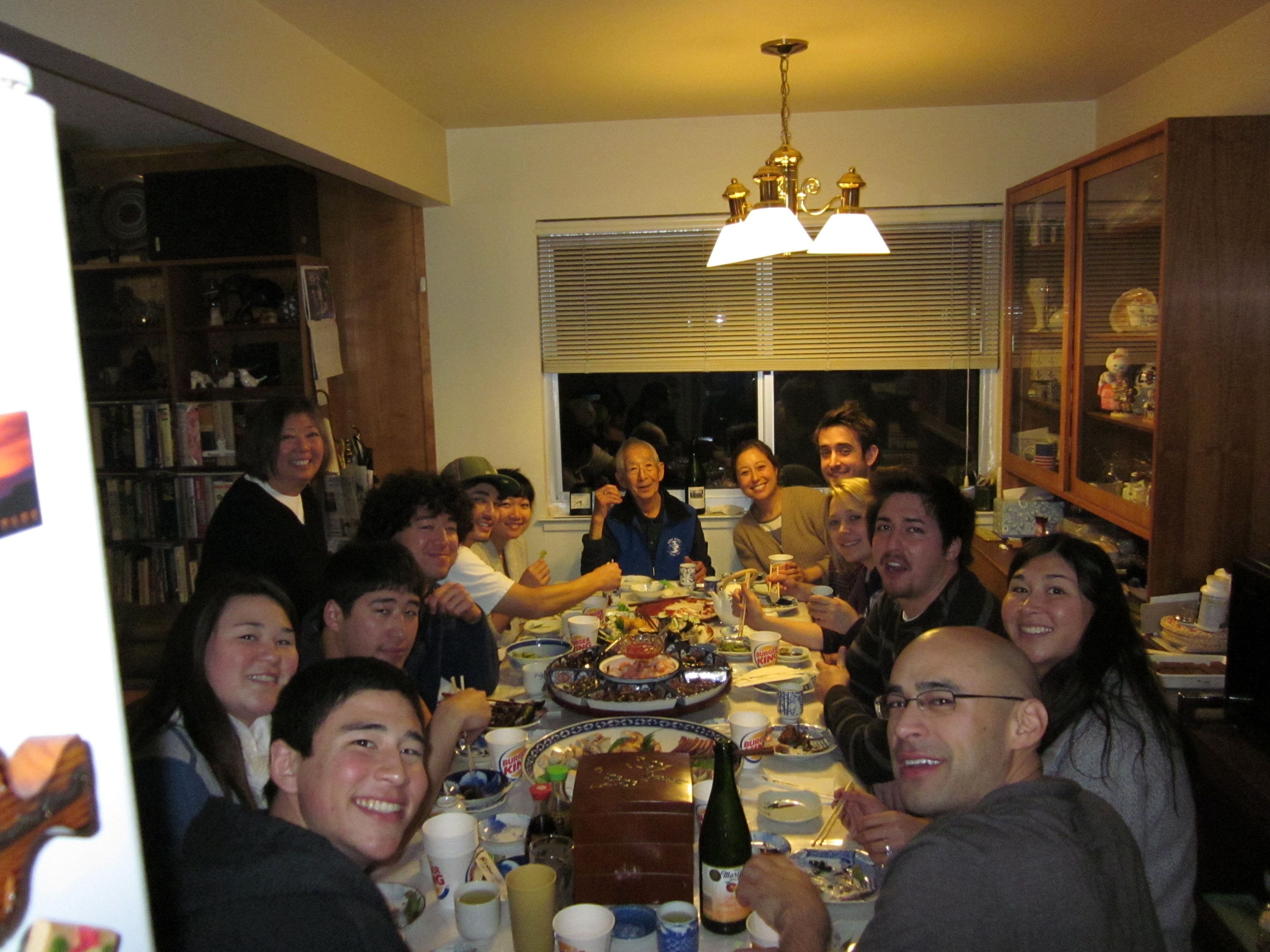
Bữa tiệc tất niên trong một gia đình Nhật Bản vào dịp Tết Nhật Bản
(Shogatsu)

- Seollal là tết cổ truyền của người Triều Tiên, giống như tết của người Trung Hoa, Seollal cũng dựa vào âm lịch. Mặc dù ngày 1 tháng 1 dương lịch được xem là ngày đầu năm chính thức ở thời hiện đại, Seollal, diễn ra đầu năm âm lịch vẫn giữ ý nghĩa lớn hơn trong truyền thống của người Triều Tiên. Vào ngày đầu năm âm lịch, người Triều Tiên chúc nhau may mắn và tránh nghĩ đến điều không tốt đẹp. Vào thời khắc giao thừa, những người trong gia đình và họ hàng ngồi lại với nhau để ôn lại những việc đã qua trong năm cũ.
- Tết Nguyên Đán là sự kiện mừng năm mới cổ truyền của người Việt Nam, vì cũng sử dụng âm lịch như người Trung Quốc, tết cổ truyền Việt Nam và Trung Quốc thường diễn ra cùng ngày.
- Năm mới của Người Tây Tạng có tên là Losar và thường rơi vào giai đoạn từ tháng 1 tới tháng 3.

### Tháng 2
- Năm mới Mesoamerican của các nền văn hóa bản địa Trung Mỹ (Aztec, etc.) vào ngày 23 tháng 2.[3]
- Pawl kut của người Mizo (Mizoram) miền Đông Bắc Ấn Độ(Tháng 12).

### Tháng 3
- Nền văn minh cổ Babylon tổ chức Năm mới của họ vào kỳ Trăng non đầu tiên sau Điểm xuân phân. Các nghi thức thời kỳ cổ đại diễn ra trong 11 ngày.[4]

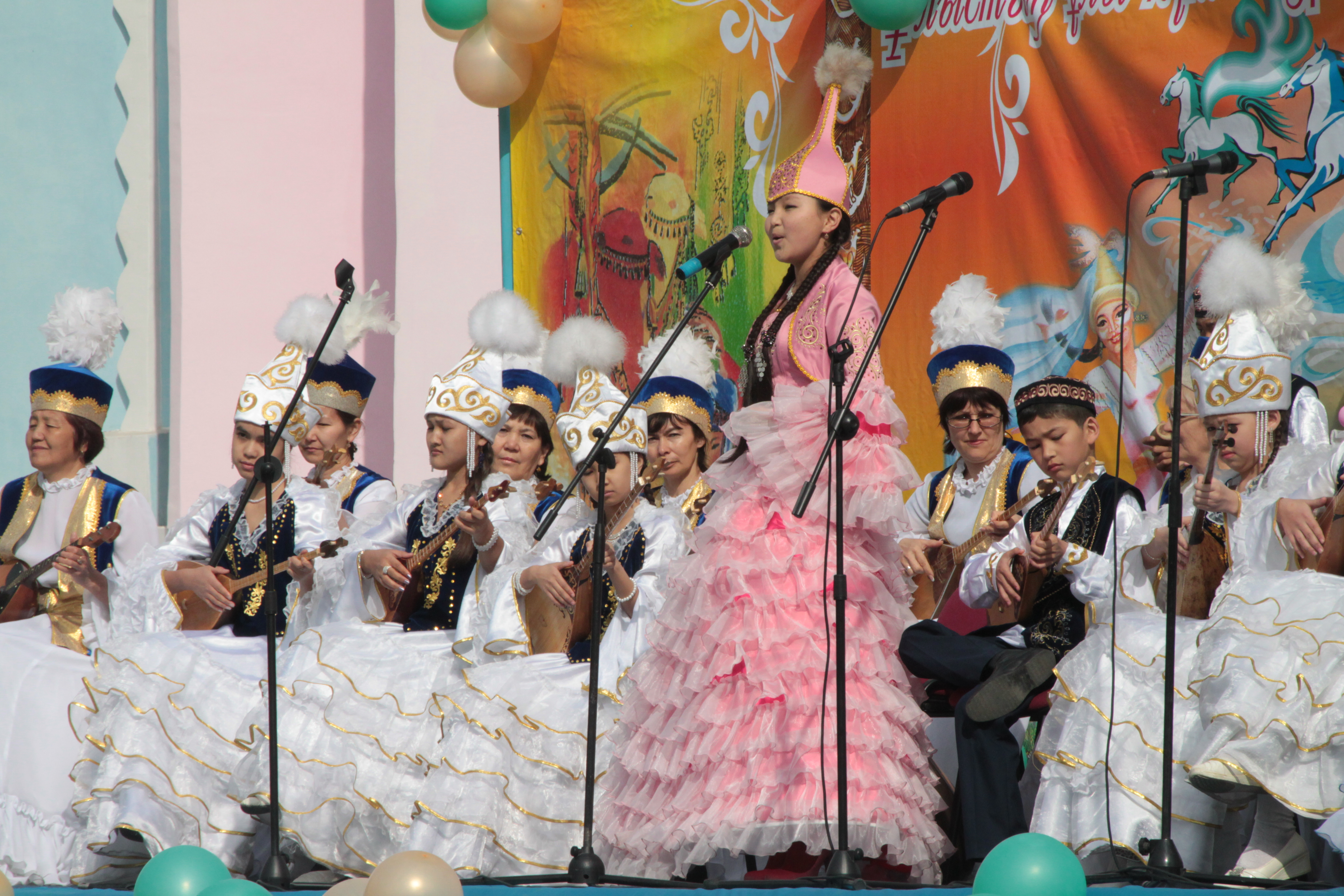
Trang phục truyền thống tại Kazakhstan trong ngày Nowruz, lễ mừng năm mới theo lịch Ba Tư.

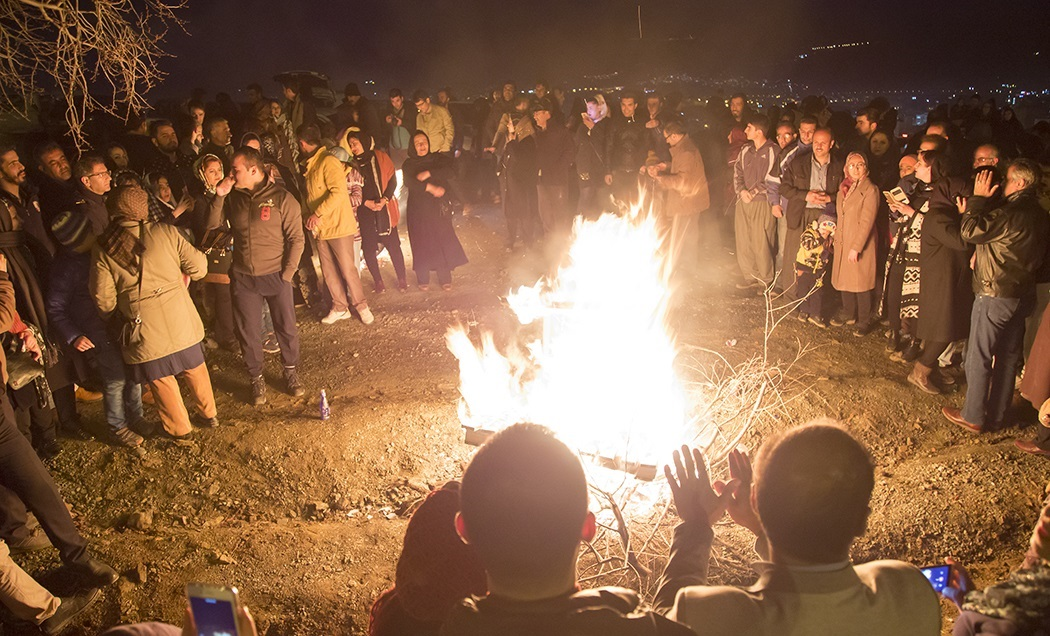
Chaharshanbeh Suri là một lễ hội đốt lửa và nhảy qua ngọn lửa của người Iran được tổ chức vào đêm trước của ngày thứ Tư cuối cùng trong năm. Đây là lễ hội đầu tiên của lễ hội mừng năm mới Nowruz

- Nava (năm) Varsha (mới) được tổ chức ở nhiều vùng của Ấn Độ trong khoảng tháng 3-4.
- Nowruz, năm mới Iran là ngày điểm xuân phân, thường là 20 hoặc 21 tháng 3, đánh dấu sự bắt đầu của mùa xuân. Năm mới của tín đồ Hỏa giáo cũng trùng với năm mới Nowruz của người Iran, được tổ chức bởi cộng đồng Hỏa giáo Parsis ở Ấn Độ và tín đồ Hỏa giáo và người Ba Tư khắp nơi trên thế giới. Theo lịch Bahá'í, năm mới diễn ra ngày điểm xuân phân tức ngày 20 hoặc ngày 21 tháng 3, và được gọi là Naw-Rúz. Truyền thống của người Iran này cũng du nhập và các dân tộc Trung Á, trong đó có người người Kazakh, người Uzbek, và người Duy Ngô Nhĩ, và được biết đến với tên gọi Nauryz. Sự kiện này thường được tổ chức vào ngày 22 tháng 3.
- Nyepi là năm mới của người Bali, dựa theo lịch Saka (lịch Bali-Java), và rơi vào dịp năm mới âm lịch của người Bali (trong năm 2016 là ngày 9 tháng 3). Vào ngày này, người ta giữ không khí yên tĩnh, kiêng ăn và dành thời gian cho thiền định: diễn ra trong một ngày từ 6 giờ sáng đến 6 giờ sáng ngày hôm sau, người Bali dành ngày Nyepi để tự ngẫm về mình và như thế, bất cứ hoạt động nào có thể ảnh hưởng tới việc này đều bị hạn chế. Mặc dù khởi đầu là một ngày lễ Ấn giáo, Nyepi được tất cả cư dân Bali cử hành. Thậm chí du khách khi đến Bali dịp này cũng phải tuân thủ nghi thức trong ngày này; mặc dù họ có thể thoải mái sinh hoạt trong khách sạn, không ai được phép ra bãi biển hoặc đường phố, ngay cả sân bay duy nhất ở Bali cũng đóng cửa vào ngày này. Ngoại lệ duy nhất là các xe cứu thương vận chuyển người đang trong điều kiện hiểm nghèo hoặc phụ nữ sắp sinh con. Cũng thế, người Java cũng tổ chức tết Satu Suro trong ngày này.
- Ugadi là lễ Năm mới của người Telugu và người Kannada, thường rơi vào tháng 3 hoặc tháng 4. Cư dân các bang Andhra Pradesh, Telangana và Karnataka ở miền Nam Ấn Độ chào đón năm mới vào các tháng này. This day is celebrated across entire Andhra Pradesh and Karnataka as Ugadi (in Sanskrit, Yuga (era or epoch or year) + adi (the beginning or the primordial), start of a new year). The first month is Chaitra Masa. Masa means month.
- Năm mới Navreh, theo lịch Kashmir: 5083 Saptarshi/2064 Vikrami/ngày 19 tháng 3 năm 2007–08 Dương lịch. Lễ năm mới có lịch sử vài thiên niên kỷ này do người Kashmir theo Bà-la-môn giáo tổ chức.
- Gudi Padwa diễn ra vào ngày đầu tiên trong năm của Lịch Ấn giáo và được tổ chức bởi người dân bang Maharashtra, Ấn Độ. Ngày này thường rơi vào tháng 3 hoặc tháng 4 và trùng với lễ Ugadi.
- Lễ hội Cheti Chand của người vùng Sindh được tổ chức cùng ngày với tết Ugadi/Gudi Padwa để đánh dấu năm mới của người Sindh.
- Năm mới của tín đồ Thelema được tổ chức vào ngày 20 tháng 3 (hoặc vào ngày 8 tháng 4 on April 8 by some accounts) với những nghi thức khấn cầu về thần Ra-Hoor-Khuit, hồi tưởng về khởi đầu của Tân thập ức niên vào năm 1904. Đây cũng là thời điểm đánh dấu bắt đầu mùa thánh 22 ngày của đạo Thelema, mùa thánh này kết thúc vào ngày thứ ba khi cuốn Sách Luật được viết. Ngày này có tên gọi là Ngày thánh Nghi thức tối thượng. Một số người tin rằng Năm mới của đạo Thelema đáng ra phải rơi vào một trong các ngày 19, 20 hoặc 21 tháng 3, dựa theo ngày điểm xuân phân, đây là Ngày thánh Điểm phân Chúa trời được tổ chức vào ngày xuân phân mỗi năm để kỷ niệm ngày khai đạo năm 1904. Năm 1904, điểm xuân phân là ngày 21, và nó là ngày sau khi Aleister Crowley kết thúc Lời thỉnh nguyện Horus của ông ta giúp mang Tân thập ức niên và Năm mới về cho đạo Thelema.

### Tháng 4
- Năm mới của người Assyria, được gọi là Kha b'Nissan hoặc Resha d'Sheeta, vào ngày 1 tháng 4.
- Năm mới đạo Thelema thường chấm dứt vào ngày 10 tháng 4, sau khi kết thúc khoảng thời gian gần một tháng, bắt đầu từ ngày 20 tháng 3 (Năm mới cũ). This one-month period is referred to by many as the High Holy Days, và kết thúc với các giai đoạn tôn kính trong các ngày 8, 9 và 10 tháng 4, trùng với ba ngày Viết Sách Luật của Aleister Crowley năm 1904.[5]

### Trung tuần tháng 4 (mùa xuân ởBắc bán cầu)
Năm mới của nhiều hệ thống lịch của các nước Nam Á và Đông Nam Á rơi vào khoảng giữa các ngày 13 và 15 tháng 4, đánh dấu khởi đầu mùa xuân ở Bắc bán cầu.
- Bege Roch là sự kiện năm mới của người Baloch theo Ấn Độ giáo ở Pakistan và Ấn Độ được tổ chức vào tháng Daardans theo lịch Saaldar của họ.
- Năm mới của người Tamil (Puthandu) được tổ chức ở bang Tamil Nadu phía Nam Ấn Độ, vào ngày đầu của Chithrai (சித்திரை) (13 hoặc 14 hoặc 15 tháng 4). Ở thành phố đền đài Madurai, lễ Chithrai Thiruvizha được tổ chức tại đền Meenakshi. A huge exhibition is also held, called Chithrai Porutkaatchi. Nhiều vùng phía Nam bang Tamil Nadu, lễ này còn có tên Chithrai Vishu. Trong những ngày này, các gia đình Ấn giáo sẽ tổ chức tiệc, lối vào nhà thì được trang hoàng tỉ mỉ với các đường nét kolam.
- Năm mới Vaisakhi của người Punjab/tín đồ Sikh giáo được tổ chức vào ngày 14 tháng 4 ở vùng Punjab dựa theo Lịch Nanakshahi của họ.
- Năm mới ở Nepal được tổ chức vào ngày 1 của tháng Baisakh Baisākh (từ ngày 12 tới ngày 15 tháng 4) của Lịch Ấn giáo sử dụng ở Nepal. Nepal sử dụng Vikram Samvat (विक्रम संवत्), một dạng Lịch Ấn Giáo, và nó được xem như hệ thống lịch chính quy ở quốc gia này. (Đừng nhầm lẫn với Năm mới Kỷ nguyên Nepal  (नेपाल सम्बत Nepāl Sambat)).
- Năm mới Chaitti được người Dogra bang Himachal Pradesh của Ấn Độ tổ chức vào tháng Chaitra.
- Maithili New Year (Jude Sheetal) Naya Barsha is also on the 1st of Baisakh Baisākh (12–15 April) of Vikram Samvat (विक्रम संवत्), an official Hindu calendar of the Mithila region of Nepal and adjoining parts of Ấn Độ.
- Năm mới của người Assam (Rongali Bihu hoặc Bohag Bihu) được tổ chức vào ngày 14–15 tháng 4 ở bang Assam, Ấn Độ.

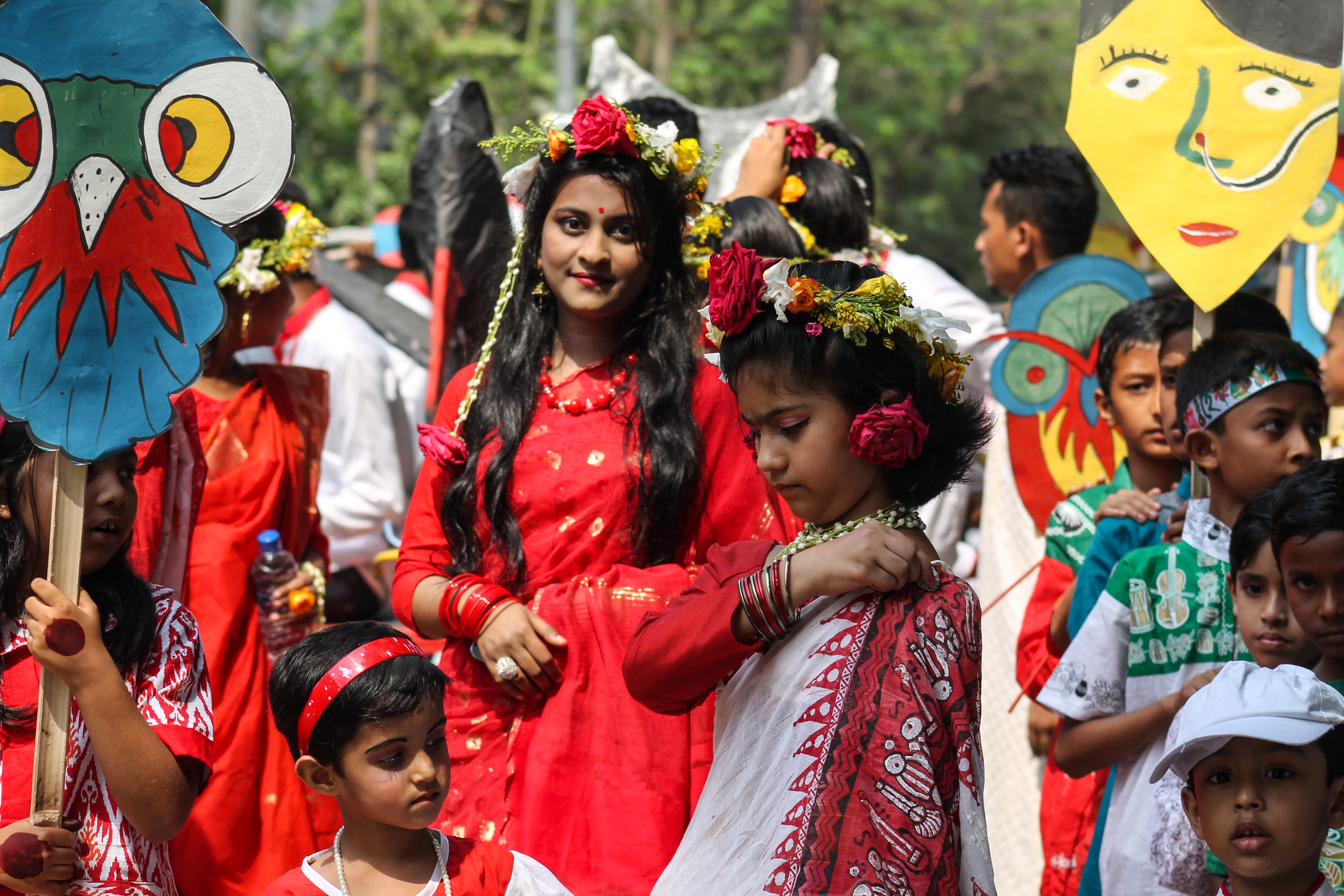
Trẻ em Bangladesh mặc sari trong ngày Pohela Boishakh, lễ hội mừng năm mới của vùng Bengal.

- Năm mới của người Bangladesh (tiếng Bengal: পহেলা বৈশাখ Pôhela Boishakh hoặc tiếng Bengal: বাংলা নববর্ষ Bangla Nôbobôrsho) được tổ chức vào ngày 1 của tháng Boishakh (tức ngày 14–15 tháng 4) trong lịch Bangladesh ở Bangladesh và bang Tây Bengal của Ấn Độ.
- Maghe Sankranti là năm mới của người Odia ở bang Odisha của Ấn Độ được tổ chức vào ngày 14 tháng 4.
- Năm mới của người Manipuris hay còn gọi là Cheirouba được tổ chức vào ngày 14 tháng 4 ở bang Manipur, Ấn Độ với nhiều hoạt động lễ hội và tiệc tùng.
- Năm mới của người Sinhala được tổ chức với lễ hội thu hoạch (vào tháng Bak) khi mặt trời đi từ Meena Rashiya (House of Pisces) tới Mesha Rashiya (House of Aries). Sri Lankans bắt đầu tổ chức lễ đón năm mới "Aluth Avurudda (අලුත් අවුරුද්ද)" tầm quốc gia ở Sinhala và "Puththandu (புத்தாண்டு)" ở Tamil. Tuy nhiên, không giống như các dân tộc khác chọn thời điểm bắt đầu năm mới lúc nửa đêm, lễ đón Năm mới Quốc gia bắt đầu vào thời điểm chính xác lúc mặt trời đi từ Meena Rashiya (House of Pisces) tới Mesha Rashiya (House of Aries) do các nhà thiên văn xác định. Không chỉ thời khắc bắt đầu năm mới mà thời điểm kết thúc năm cũ cũng do các nhà thiên văn ấn định. And unlike the customary ending and beginning of the new year, there is a period of a few hours in between the conclusion of the Old Year and the commencement of the New Year, which is called the "nona gathe" (neutral period) Where part of sun in House of Pisces and Part is in House of Aries.
- Năm mới của người Malayali được gọi là Vishu tổ chức vào trung tuần tháng 4 ở bang Kerala phía Nam Ấn Độ.
- Western parts of Karnataka where Tulu is spoken, the new year is celebrated along with Tamil/ Malayali New year 14 or 15 April, although in other parts most commonly celebrated on the day of Gudi Padwa, the Maharashtrian new year. In Kodagu, in Southwestern Karnataka, however both new years, Yugadi (corresponding to Gudi Padwa in March) and Bisu (corresponding to Vishu in around April 14 or 15th), are observed.

[[

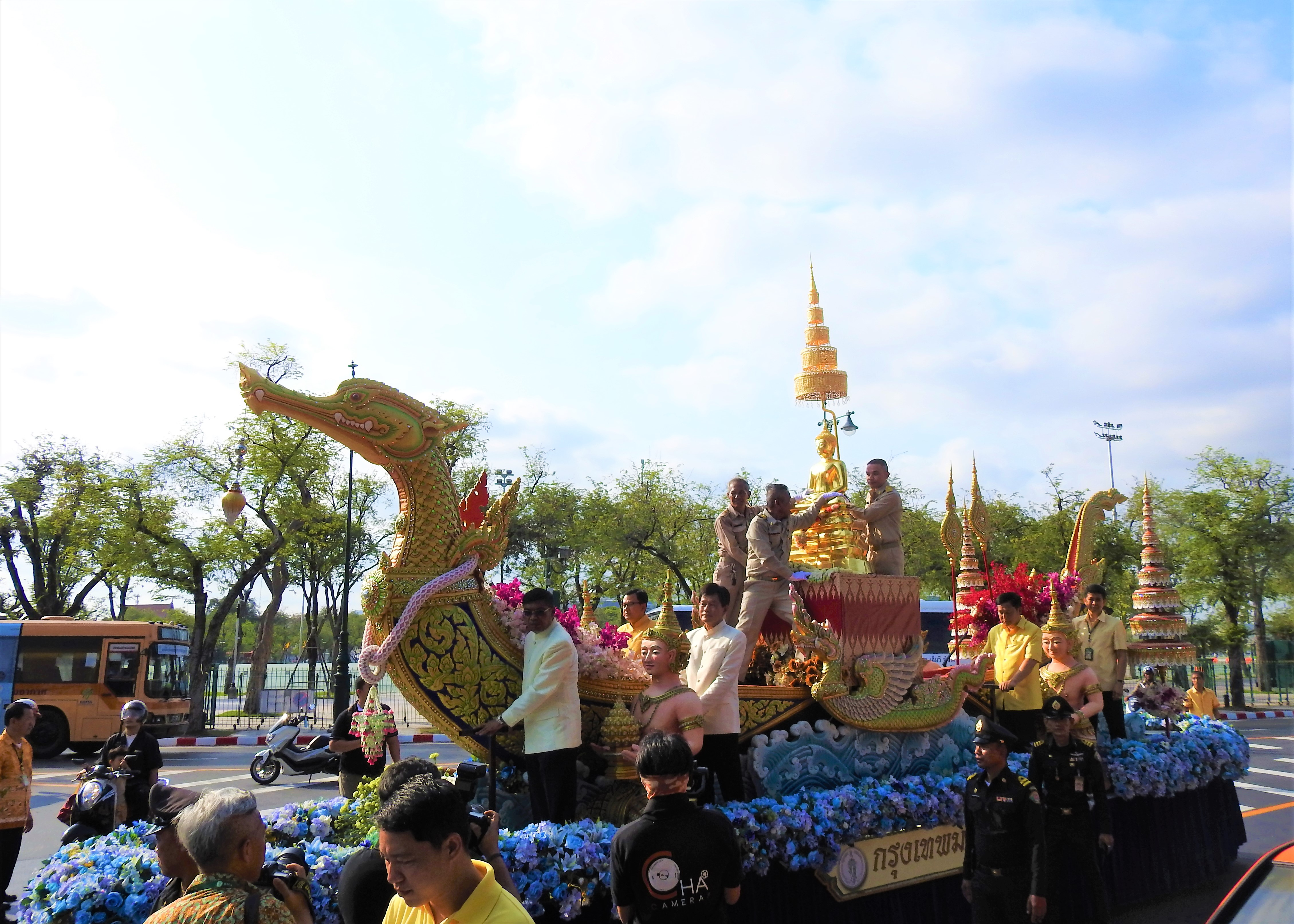
Diễn hành xe hoa tết Songkran ở Thái Lan

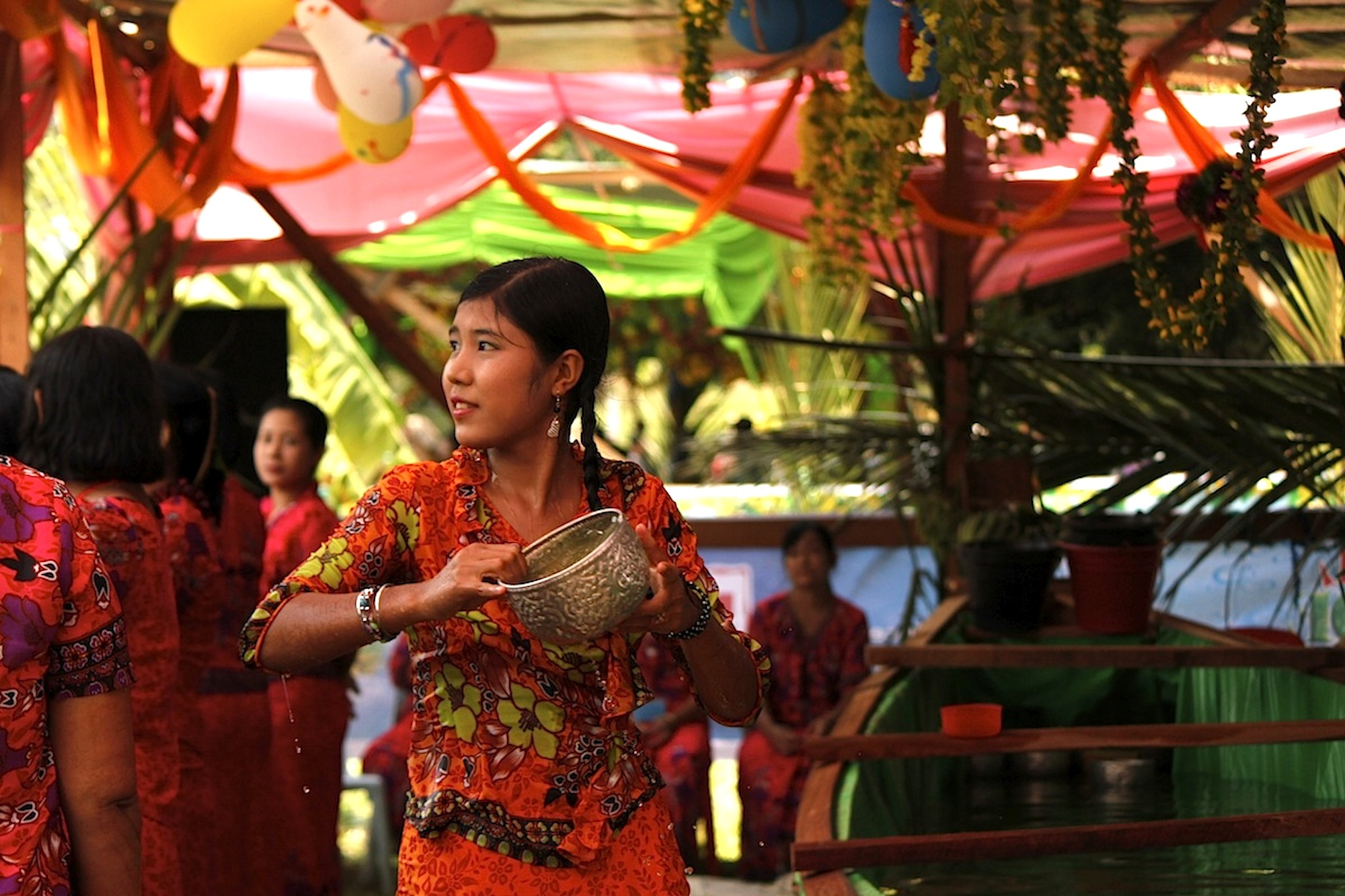
Thiếu nữ tạt nước dịp tết Thingyan ở Miến Điện

- Lễ hội té nước là một dạng thức tổ chức năm mới ở nhiều quốc gia Đông Nam Á, vào ngày rằm tháng 11 thường niên của hệ thống âm dương lịch.[cần dẫn nguồn] Ban đầu, ngày diễn ra lễ hội này được xác định dựa trên thuật chiêm tinh,[cần dẫn nguồn] nhưng ở thời hiện đại, ngày lễ được ấn định vào ngày 13–15 tháng 4. Theo truyền thống, người dự lễ sẽ rải nước nhẹ nhàng lên người khác để thể hiện lòng tôn kính, tuy nhiên, do lễ năm mới này rơi vào tháng nóng nhất ở khu vực Đông Nam Á, nhiều người đã té nước mạnh ngay cả vào người không quen và khách đi xe ngang qua lễ hội náo nhiệt này. Lễ hội té nước có nhiều tên khác nhau ở mỗi quốc gia:
  - Ở Myanmar nó được biết đến với tên gọi Thingyan (tiếng Miến Điện: သင်္ကြန်; MLCTS: sangkran)
  - Songkran (tiếng Thái: สงกรานต์) ở Thái Lan
  - Pi Mai Lao (Lao:ປີໃໝ່ Songkan) ở Lào
  - Chaul Chnam Thmey (tiếng Khmer: បុណ្យចូលឆ្នាំថ្មី) ở Campuchia.
  - Thingyan ở Miến Điện
  - Đây cũng là năm mới truyền thống của người Thái ở Vân Nam, Trung Quốc. Trong dịp này, các hoạt động tôn giáo truyền thống của Phật giáo nguyên thủy cũng diễn ra, đặc điểm truyền thống chung của các nền văn này.